# Racing with the Moon
Racing with the Moon is een Amerikaanse tragikomedie uit 1984 van regisseur Richard Benjamin. Voor de acteur-regisseur was het de tweede avondvullende film waarbij hij de regie in handen had.

## Verhaal
Tiener Nicky en zijn vriend Henry 'Hopper' Nash melden zich aan bij de marine. Voor het zover is, beleven zij samen een aantal avontuurlijke dagen.

## Rolverdeling
| Acteur               | Personage           |
| -------------------- | ------------------- |
| Sean Penn            | Henry 'Hopper' Nash |
| Elizabeth McGovern   | Caddie Winger       |
| Nicolas Cage         | Nicky / Bud         |
| Crispin Glover       | Gatsby Boy          |
| Michael Madsen       | Frank               |
| Bob Maroff           | Al                  |
| Suzanne Adkinson     | Sally Kaiser        |
| Shawn Schepps        | Gretchen            |
| Charles Miller       | Arnie               |
| Al Hopson            | Elmer               |
| Julie Philips        | Alice Donnelly      |
| Jonathan Charles Fox | Arnold Billings     |
| Carol Kane           | Annie the Hooker    |